# Herman Jacob Kist (1875-1945)
Herman Jacob Kist (Amsterdam, 30 juli 1875 - Den Haag, 2 februari 1945) was een Nederlands jurist. Kist was van 1927 tot 1940 griffier van de Hoge Raad der Nederlanden.
Kist, telg uit het geslacht Kist, was een zoon van mr. Herman Jacob Kist (1836-1912), procureur-generaal bij het gerechtshof Amsterdam en lid van de Tweede Kamer en de Eerste Kamer, en diens echtgenote Cornelia Susanne Wesseling. Hij studeerde rechten aan de Universiteit van Amsterdam van 1897 tot 1900; hij promoveerde daar op 26 juni 1902 bij Max Conrat op stellingen.
In 1915 werd Kist substituut-griffier bij de Hoge Raad der Nederlanden. Op 2 augustus 1927 werd hij benoemd tot griffier bij de Hoge Raad als opvolger van de overleden jhr. U.W.F. van Panhuys. Op 1 augustus 1940 werd hem ontslag verleend wegens het bereiken van de 65-jarige leeftijd; hij werd opgevolgd door Albe Bernard Somer.
Kist was op 22 juli 1909 te Baarn getrouwd met Berendina Lambertha Voorthuijsen (1888-1955) met wie hij drie kinderen kreeg. Hun oudste dochter drs. Lambertha Hermana Berendina (Bé) Kist (1916-1991) was van 1938 tot 1956 getrouwd met prof. dr. Pieter Hennipman (1911-1994). Hij overleed in 1945 op 69-jarige leeftijd.